# Řád rudého praporu práce (Bulharsko)
Řád rudého praporu práce (bulharsky: Орден Червене Знаме На Труда) bylo státní vyznamenání Bulharské lidové republiky založené roku 1950. Udílen byl za úspěchy na poli hospodářském, politickém, vědeckém či kulturním.

## Historie a pravidla udílení
Řád vycházející ze sovětského vzoru byl založen výnosem Národního shromáždění č. 649 ze dne 13. prosince 1950. Udílen byl v jediné třídě jednotlivcům i kolektivům za vynikající úspěchy pro národní hospodářství a za úspěchy ve státním, veřejném, vědeckém a kulturním životě. Poprvé byl udělen dne 6. dubna 1951. Po pádu komunistického režimu byl řád dne 5. dubna 1991 zrušen.

## Insignie
Řádový odznak měl podobu zlaté oválné medaile o rozměrech 42 × 36 mm. Uprostřed bylo bíle smaltované ozubené kolo, které bylo v horní pravé polovině překlenuto červeně smaltovanou vlající vlajkou s bíle smaltovaným nápisem НРБ (NRB, tedy Bulharská lidová republika). Střed medailonu byl světle modře smaltovaný se zlatým symbolem srpu a kladiva. Na ozubeném kole byl zlatý nápis v cyrilici ЗА СОЦИАЛИСТИЧЕСКИ ТРУД (za socialistickou práci). Medailon byl lemován zlatými obilnými klasy mezi nimiž byla v horní části malá červeně smaltovaná hvězda. Zadní strana medaile byla hladká.
Odznak byl pomocí jednoduchého kroužku připojen ke kovové destičce ve tvaru pětiúhelníku, kterou pokrývala stuha. Stuha byla červená s bílým středovým pruhem.
Řád se nosil nalevo na hrudi.